# Burnley Football Club 2018-2019
Questa pagina raccoglie i dati riguardanti il Burnley Football Club nelle competizioni ufficiali della stagione 2018-2019.

## Rosa
Aggiornata al 31 gennaio 2019.
| N. |                          | Ruolo | Calciatore         |
| -- | ------------------------ | ----- | ------------------ |
| 1  | Inghilterra (bandiera)   | P     | Tom Heaton         |
| 2  | Inghilterra (bandiera)   | D     | Matthew Lowton     |
| 3  | Inghilterra (bandiera)   | D     | Charlie Taylor     |
| 4  | Inghilterra (bandiera)   | C     | Jack Cork          |
| 5  | Inghilterra (bandiera)   | D     | James Tarkowski    |
| 6  | Inghilterra (bandiera)   | D     | Ben Mee            |
| 7  | Islanda (bandiera)       | A     | Jóhann Guðmundsson |
| 10 | Inghilterra (bandiera)   | A     | Ashley Barnes      |
| 11 | Nuova Zelanda (bandiera) | A     | Chris Wood         |
| 12 | Irlanda (bandiera)       | C     | Robbie Brady       |
| 13 | Irlanda (bandiera)       | C     | Jeff Hendrick      |
| 14 | Inghilterra (bandiera)   | D     | Ben Gibson         |
| 15 | Inghilterra (bandiera)   | A     | Peter Crouch       |
| 16 | Belgio (bandiera)        | C     | Steven Defour      |
| 18 | Inghilterra (bandiera)   | C     | Ashley Westwood    |
| 20 | Inghilterra (bandiera)   | P     | Joe Hart           |

| N. |                        | Ruolo | Calciatore               |
| -- | ---------------------- | ----- | ------------------------ |
| 22 | Danimarca (bandiera)   | P     | Anders Lindegaard        |
| 23 | Irlanda (bandiera)     | D     | Stephen Ward             |
| 25 | Inghilterra (bandiera) | C     | Aaron Lennon             |
| 26 | Scozia (bandiera)      | D     | Phil Bardsley            |
| 27 | Rep. Ceca (bandiera)   | A     | Matěj Vydra              |
| 28 | Irlanda (bandiera)     | D     | Kevin Long               |
| 29 | Inghilterra (bandiera) | P     | Nick Pope                |
| 30 | Inghilterra (bandiera) | P     | Adam Legzdins            |
| 31 | Inghilterra (bandiera) | A     | Dwight McNeil            |
| 45 | Inghilterra (bandiera) | D     | Anthony Driscoll-Glennon |
| 46 | Inghilterra (bandiera) | C     | Josh Benson              |

## Organigramma societario
Area tecnica
- Allenatore: Sean Dyche
- Allenatore in seconda: Tony Loughlan, Ian Woan
- Preparatore dei portieri: William Mercer
- Preparatori atletici:

## Risultati

### Premier League

#### Girone di andata
| Southampton 12 agosto 2018, ore 13:30 WEST 1ª giornata | Southampton | 0 – 0 referto | Burnley | St Mary's Stadium (30 784 spett.)\| Arbitro: \| Scott \| |
| Arbitro:                                               | Scott       |               |         |                                                          |

| Arbitro: | Tierney |

|              |           |                               |
| Tarkowski 6’ | Marcatori | 3’ Gray 48’ Deeney 51’ Hughes |

| Arbitro: | Coote |

|                                        |           |                            |
| Seri 4’ Mitrović 36’, 38’ Schürrle 83’ | Marcatori | 10’ Hendrick 41’ Tarkowski |

| Arbitro: | Moss |

|  |           |                 |
|  | Marcatori | 27’, 44’ Lukaku |

| Arbitro: | Marriner |

|             |           |  |
| Jiménez 61’ | Marcatori |  |

| Arbitro: | Taylor |

|                                      |           |  |
| Vydra 39’ Lennon 41’ Barnes 83’, 88’ | Marcatori |  |

| Arbitro: | Atkinson |

|            |           |                           |
| Murphy 60’ | Marcatori | 51’ Guðmundsson 70’ Vokes |

| Arbitro: | Kavanagh |

|           |           |               |
| Vokes 20’ | Marcatori | 66’ Schindler |

| Arbitro: | Moss |

|                                                          |           |  |
| Agüero 17’ Silva 54’ Fernandinho 56’ Mahrez 83’ Sané 90’ | Marcatori |  |

| Arbitro: | Pawson |

|  |           |                                                     |
|  | Marcatori | 22’ Morata 57’ Barkley 62’ Willian 90’ Loftus-Cheek |

| Arbitro: | East |

|                                                |           |                          |
| Arnautović 10’ Anderson 68’, 84’ Hernández 90’ | Marcatori | 45’ Guðmundsson 77’ Wood |

| Leicester 10 novembre 2018, ore 15:00 WET 12ª giornata | Leicester City | 0 – 0 referto | Burnley | King Power Stadium (32 184 spett.)\| Arbitro: \| Dean \| |
| Arbitro:                                               | Dean           |               |         |                                                          |

| Arbitro: | Taylor |

|           |           |                         |
| Vokes 40’ | Marcatori | 4’ (aut.) Mee 23’ Clark |

| Arbitro: | Probert |

|                           |           |  |
| McArthur 16’ Townsend 77’ | Marcatori |  |

| Arbitro: | Attwell |

|          |           |                                    |
| Cork 54’ | Marcatori | 62’ Milner 69’ Firmino 90’ Shaqiri |

| Arbitro: | Atkinson |

|               |           |  |
| Tarkowski 40’ | Marcatori |  |

| Arbitro: | Scott |

|             |           |  |
| Eriksen 90’ | Marcatori |  |

| Arbitro: | Friend |

|                               |           |            |
| Aubameyang 14’, 48’ Iwobi 90’ | Marcatori | 63’ Barnes |

| Arbitro: | Oliver |

|            |           |                                                              |
| Gibson 36’ | Marcatori | 2’ Mina 13’, 71’ Digne 22’ (rig.) Sigurðsson 90’ Richarlison |

#### Girone di ritorno
| Arbitro: | Coote |

|                     |           |  |
| Wood 15’ McNeil 34’ | Marcatori |  |

| Arbitro: | Dean |

|            |           |                     |
| Mounié 33’ | Marcatori | 40’ Wood 74’ Barnes |

| Arbitro: | Atkinson |

|                              |           |             |
| Hendrick 20’ Odoi 23’ (aut.) | Marcatori | 2’ Schürrle |

| Watford 19 gennaio 2019, ore 15:00 WET 23ª giornata | Watford | 0 – 0 referto | Burnley | Vicarage Road (19 510 spett.)\| Arbitro: \| Oliver \| |
| Arbitro:                                            | Oliver  |               |         |                                                       |

| Arbitro: | Moss |

|                               |           |                     |
| Pogba 87’ (rig.) Lindelöf 90’ | Marcatori | 51’ Barnes 81’ Wood |

| Arbitro: | Taylor |

|                   |           |             |
| Barnes 90’ (rig.) | Marcatori | 55’ Redmond |

| Arbitro: | Attwell |

|           |           |                                 |
| Duffy 76’ | Marcatori | 26’, 61’ Wood 74’ (rig.) Barnes |

| Arbitro: | Dean |

|                     |           |          |
| Wood 57’ Barnes 83’ | Marcatori | 65’ Kane |

| Arbitro: | Pawson |

|                         |           |  |
| Schär 24’ Longstaff 38’ | Marcatori |  |

| Arbitro: | Probert |

|            |           |                                            |
| Barnes 90’ | Marcatori | 15’ (aut.) Bardsley 48’ Batshuayi 76’ Zaha |

| Arbitro: | Marriner |

|                                |           |                             |
| Firmino 20’, 67’ Mané 29’, 90’ | Marcatori | 6’ Westwood 90’ Guðmundsson |

| Arbitro: | Oliver |

|            |           |                         |
| McNeil 38’ | Marcatori | 33’ Maddison 90’ Morgan |

| Arbitro: | Kavanagh |

|                            |           |  |
| Coady 2’ (aut.) McNeil 77’ | Marcatori |  |

| Arbitro: | Atkinson |

|                  |           |                                  |
| Barnes 4’ (aut.) | Marcatori | 18’ Wood 20’ Westwood 56’ Barnes |

| Arbitro: | Dean |

|               |           |  |
| Wood 31’, 90’ | Marcatori |  |

| Arbitro: | Friend |

|                       |           |                        |
| Kanté 12’ Higuaín 14’ | Marcatori | 8’ Hendrick 24’ Barnes |

| Arbitro: | Tierney |

|  |           |            |
|  | Marcatori | 63’ Agüero |

| Arbitro: | Kavanagh |

|                            |           |  |
| Mee 17’ (aut.) Coleman 20’ | Marcatori |  |

| Arbitro: | Dean |

|            |           |                                 |
| Barnes 65’ | Marcatori | 52’, 63’ Aubameyang 90’ Nketiah |

### FA Cup
| Arbitro: | Hooper |

|                 |           |  |
| Wood 90’ (rig.) | Marcatori |  |

| Arbitro: | Scott |

|                                                                     |           |  |
| Jesus 23’ Silva 52’ De Bruyne 61’ Long 73’ (aut.) Agüero 85’ (rig.) | Marcatori |  |

### Coppa di Lega
| Arbitro: | Jones |

|                     |           |          |
| Boyce 62’ Allen 83’ | Marcatori | 40’ Long |

### Europa League

#### Fase di qualificazione
| Arbitro: | Siebert |

|                          |           |           |
| Mackay-Steven 19’ (rig.) | Marcatori | 80’ Vokes |

| Arbitro: | Irrati |

|                                      |           |              |
| Wood 6’ Cork 101’ Barnes 114’ (rig.) | Marcatori | 27’ Ferguson |

| Istanbul 9 agosto 2018, ore 19:00 WEST Terzo turno - andata | İstanbul Başakşehir | 0 – 0 referto | Burnley | Fatih Terim Stadium (4 503 spett.)\| Arbitro: \| Jovanović \| |
| Arbitro:                                                    | Jovanović           |               |         |                                                               |

| Arbitro: | Kovács |

|          |           |  |
| Cork 97’ | Marcatori |  |

| Arbitro: | Vinčić |

|                                            |           |                 |
| Fortounīs 19’, 60’ (rig.) Mpouchalakīs 49’ | Marcatori | 33’ (rig.) Wood |

| Arbitro: | Kassai |

|           |           |             |
| Vydra 86’ | Marcatori | 83’ Podence |

## Statistiche

### Statistiche di squadra
Statistiche aggiornate al 12 maggio 2019.
| Competizione   | Punti | In casa | In casa | In casa | In casa | In casa | In casa | In trasferta | In trasferta | In trasferta | In trasferta | In trasferta | In trasferta | Totale | Totale | Totale | Totale | Totale | Totale | DR  |
| Competizione   | Punti | G       | V       | N       | P       | Gf      | Gs      | G            | V            | N            | P            | Gf           | Gs           | G      | V      | N      | P      | Gf     | Gs     | DR  |
| -------------- | ----- | ------- | ------- | ------- | ------- | ------- | ------- | ------------ | ------------ | ------------ | ------------ | ------------ | ------------ | ------ | ------ | ------ | ------ | ------ | ------ | --- |
| Premier League | 40    | 19      | 7       | 2       | 10      | 24      | 32      | 19           | 4            | 5            | 10           | 21           | 36           | 38     | 11     | 7      | 20     | 45     | 68     | -23 |
| FA Cup         | -     | 1       | 1       | 0       | 0       | 1       | 0       | 1            | 0            | 0            | 1            | 0            | 5            | 2      | 1      | 0      | 1      | 1      | 5      | -4  |
| Coppa di Lega  | -     | 0       | 0       | 0       | 0       | 0       | 0       | 1            | 0            | 0            | 1            | 1            | 2            | 1      | 0      | 0      | 1      | 1      | 2      | -1  |
| Europa League  | [ 1 ] | 3       | 2       | 1       | 0       | 5       | 2       | 3            | 0            | 2            | 1            | 2            | 4            | 6      | 2      | 3      | 1      | 7      | 6      | +1  |
| Totale         | -     | 23      | 10      | 3       | 10      | 30      | 34      | 24           | 4            | 7            | 13           | 24           | 47           | 47     | 14     | 10     | 23     | 54     | 81     | -27 |

### Andamento in campionato
| Giornata  | 1  | 2  | 3  | 4  | 5  | 6  | 7  | 8  | 9  | 10 | 11 | 12 | 13 | 14 | 15 | 16 | 17 | 18 | 19 | 20 | 21 | 22 | 23 | 24 | 25 | 26 | 27 | 28 | 29 | 30 | 31 | 32 | 33 | 34 | 35 | 36 | 37 | 38 |
| --------- | -- | -- | -- | -- | -- | -- | -- | -- | -- | -- | -- | -- | -- | -- | -- | -- | -- | -- | -- | -- | -- | -- | -- | -- | -- | -- | -- | -- | -- | -- | -- | -- | -- | -- | -- | -- | -- | -- |
| Luogo     | T  | C  | T  | C  | T  | C  | T  | C  | T  | C  | T  | T  | C  | T  | C  | C  | T  | T  | C  | C  | T  | C  | T  | T  | C  | T  | C  | T  | C  | T  | C  | C  | T  | C  | T  | C  | T  | C  |
| Risultato | N  | P  | P  | P  | P  | V  | V  | N  | P  | P  | P  | N  | P  | P  | P  | V  | P  | P  | P  | V  | V  | V  | N  | N  | N  | V  | V  | P  | P  | P  | P  | V  | V  | V  | N  | P  | P  | P  |
| Posizione | 11 | 15 | 18 | 19 | 20 | 16 | 12 | 12 | 13 | 15 | 15 | 15 | 17 | 19 | 19 | 17 | 18 | 18 | 18 | 18 | 16 | 15 | 16 | 17 | 17 | 15 | 14 | 15 | 16 | 17 | 18 | 17 | 14 | 14 | 15 | 15 | 15 | 15 |

Legenda:

Luogo: C = Casa; T = Trasferta. Risultato: V = Vittoria; N = Pareggio; P = Sconfitta.

### Statistiche dei giocatori
| Giocatore           | Premier League | Premier League | Premier League | Premier League | FA Cup   | FA Cup | FA Cup      | FA Cup     | Coppa di Lega | Coppa di Lega | Coppa di Lega | Coppa di Lega | Europa League Qual. | Europa League Qual. | Europa League Qual. | Europa League Qual. | Totale   | Totale | Totale      | Totale     |
| Giocatore           | Presenze       | Reti           | Ammonizioni    | Espulsioni     | Presenze | Reti   | Ammonizioni | Espulsioni | Presenze      | Reti          | Ammonizioni   | Espulsioni    | Presenze            | Reti                | Ammonizioni         | Espulsioni          | Presenze | Reti   | Ammonizioni | Espulsioni |
| ------------------- | -------------- | -------------- | -------------- | -------------- | -------- | ------ | ----------- | ---------- | ------------- | ------------- | ------------- | ------------- | ------------------- | ------------------- | ------------------- | ------------------- | -------- | ------ | ----------- | ---------- |
| J. Hart             | 19             | 0              | 0              | 0              | -        | -      | -           | -          | -             | -             | -             | -             | 2                   | 0                   | 1                   | 0                   | 21       | 0      | 1           | 0          |
| T. Heaton           | 19             | 0              | 3              | 0              | -        | -      | -           | -          | 1             | 0             | 0             | 0             | 2                   | 0                   | 0                   | 0                   | 22       | 0      | 3           | 0          |
| A. Legzdins         | -              | -              | -              | -              | -        | -      | -           | -          | -             | -             | -             | -             | -                   | -                   | -                   | -                   | -        | -      | -           | -          |
| A. Lindegaard       | -              | -              | -              | -              | -        | -      | -           | -          | -             | -             | -             | -             | 2                   | 0                   | 0                   | 0                   | 2        | 0      | 0           | 0          |
| N. Pope             | -              | -              | -              | -              | 2        | 0      | 0           | 0          | -             | -             | -             | -             | 1                   | 0                   | 0                   | 0                   | 3        | 0      | 0           | 0          |
| P. Bardsley         | 19             | 0              | 9              | 0              | -        | -      | -           | -          | -             | -             | -             | -             | 4                   | 0                   | 1                   | 0                   | 23       | 0      | 10          | 0          |
| A. Driscoll-Glennon | -              | -              | -              | -              | -        | -      | -           | -          | -             | -             | -             | -             | -                   | -                   | -                   | -                   | -        | -      | -           | -          |
| B. Gibson           | 1              | 1              | 1              | 0              | 2        | 0      | 0           | 0          | -             | -             | -             | -             | 2                   | 0                   | 1                   | 1                   | 5        | 1      | 2           | 1          |
| K. Long             | 6              | 0              | 0              | 0              | 2        | 0      | 1           | 0          | 1             | 1             | 1             | 0             | 3                   | 0                   | 2                   | 0                   | 12       | 1      | 4           | 0          |
| M. Lowton           | 21             | 0              | 7              | 0              | -        | -      | -           | -          | 1             | 0             | 0             | 0             | 2                   | 0                   | 2                   | 0                   | 24       | 0      | 9           | 0          |
| B. Mee              | 38             | 0              | 9              | 0              | -        | -      | -           | -          | 1             | 0             | 0             | 0             | 4                   | 0                   | 1                   | 0                   | 43       | 0      | 10          | 0          |
| J. Tarkowski        | 35             | 3              | 8              | 0              | 2        | 0      | 0           | 0          | -             | -             | -             | -             | 5                   | 0                   | 1                   | 0                   | 42       | 3      | 9           | 0          |
| C. Taylor           | 38             | 0              | 2              | 0              | 2        | 0      | 0           | 0          | -             | -             | -             | -             | 5                   | 0                   | 1                   | 0                   | 45       | 0      | 3           | 0          |
| S. Ward             | 3              | 0              | 1              | 0              | 2        | 0      | 0           | 0          | 1             | 0             | 0             | 0             | 4                   | 0                   | 1                   | 0                   | 10       | 0      | 2           | 0          |
| J. Benson           | -              | -              | -              | -              | -        | -      | -           | -          | -             | -             | -             | -             | -                   | -                   | -                   | -                   | -        | -      | -           | -          |
| R. Brady            | 16             | 0              | 3              | 1              | 1        | 0      | 0           | 0          | -             | -             | -             | -             | -                   | -                   | -                   | -                   | 17       | 0      | 3           | 1          |
| J. Cork             | 37             | 1              | 6              | 0              | 2        | 0      | 0           | 0          | -             | -             | -             | -             | 6                   | 2                   | 0                   | 0                   | 45       | 3      | 6           | 0          |
| S. Defour           | 6              | 0              | 0              | 0              | 2        | 0      | 0           | 0          | 1             | 0             | 1             | 0             | -                   | -                   | -                   | -                   | 9        | 0      | 1           | 0          |
| J. Hendrick         | 32             | 3              | 4              | 0              | 2        | 0      | 0           | 0          | 1             | 0             | 0             | 0             | 6                   | 0                   | 0                   | 0                   | 41       | 3      | 4           | 0          |
| A. Lennon           | 16             | 1              | 1              | 0              | -        | -      | -           | -          | -             | -             | -             | -             | 6                   | 0                   | 1                   | 0                   | 22       | 1      | 2           | 0          |
| A. Westwood         | 34             | 2              | 5              | 0              | 1        | 0      | 0           | 0          | 1             | 0             | 0             | 0             | 5                   | 0                   | 1                   | 0                   | 41       | 2      | 6           | 0          |
| A. Barnes           | 37             | 12             | 8              | 0              | -        | -      | -           | -          | 1             | 0             | 0             | 0             | 5                   | 1                   | 2                   | 0                   | 43       | 13     | 10          | 0          |
| P. Crouch           | 6              | 0              | 1              | 0              | -        | -      | -           | -          | -             | -             | -             | -             | -                   | -                   | -                   | -                   | 6        | 0      | 1           | 0          |
| J. Guðmundsson      | 29             | 3              | 2              | 0              | 1        | 0      | 0           | 0          | 1             | 0             | 0             | 0             | 5                   | 0                   | 2                   | 0                   | 36       | 3      | 4           | 0          |
| D. McNeil           | 21             | 3              | 2              | 0              | 2        | 0      | 0           | 0          | 1             | 0             | 0             | 0             | 2                   | 0                   | 0                   | 0                   | 26       | 3      | 2           | 0          |
| M. Vydra            | 13             | 1              | 1              | 0              | 2        | 0      | 0           | 0          | 1             | 0             | 0             | 0             | 1                   | 1                   | 0                   | 0                   | 17       | 2      | 1           | 0          |
| C. Wood             | 38             | 10             | 2              | 0              | 2        | 1      | 0           | 0          | 1             | 0             | 0             | 0             | 5                   | 2                   | 0                   | 0                   | 46       | 13     | 2           | 0          |
| S. Vokes            | 20             | 3              | 0              | 0              | 1        | 0      | 0           | 0          | 1             | 0             | 0             | 0             | 6                   | 1                   | 0                   | 0                   | 28       | 4      | 0           | 0          |
| J. Walters          | -              | -              | -              | -              | -        | -      | -           | -          | 1             | 0             | 0             | 0             | 1                   | 0                   | 0                   | 0                   |          |        |             |            |